# Johannes Hendricus Hubertus de Poorter
Johannes Hendricus Hubertus de Poorter (Breda, 19 december 1804 - 's-Gravenhage, 31 maart 1870) was een Nederlands politicus en Thorbeckiaans Tweede Kamerlid.
De Poorter was een arts uit 's-Hertogenbosch die zestien jaar als katholieke liberaal in de Tweede Kamer zat. Behalve volksgezondheid hadden ook de financiën zijn belangstelling. Hij behoorde tot de leidinggevende papo-liberalen in Noord-Brabant. Hij moest het veld ruimen toen er breuk tussen liberalen en katholieken ontstond.

## Tweede Kamer
| Periode |
| --- |
| 18-10-1850 t/m 19-09-1852 20-09-1852 t/m 25-04-1853 14-06-1853 t/m 16-09-1856 17-09-1856 t/m 14-09-1860 15-09-1860 t/m 18-09-1864 19-09-1864 t/m 30-09-1866 |